# Markus Schwarzman
Markus Fredrik Schwarzman, född 2 maj 1878 i Malmö, död 9 augusti 1955, var en svensk företagsledare.
Markus Schwarzman var son till handlaren Salomon Schwarzman. Efter avslutad skolgång i Malmö studerade han textilbranschen i Borås och Karlstad. 1903 startade han firman Schwarzman och Nordström i Uddevalla och blev 1904 ensam ägare till denna. 1906 startade han tillverkning av konfektionskläder och utvecklade det från början blygsamma företaget till ett av de största i sitt slag i Sverige. Firman ombildades 1922 till aktiebolag med ett aktiekapital på 2 miljoner kronor. Schwarzman var VD där till 1948 och var styrelseordförande där från 1949. Schwarzman var styrelseledamot i Sveriges konfektionsindustriförbund 1928–1930 varav 1936-1939 som vice ordförande och i Sveriges konfektionsfabrikantförening 1933–1940 varav 1935–1938 som vice ordförande och 1938–1940 som ordförande. I Uddevalla var han ledamot av stadsfullmäktige 1919–1934, vice ordförande i drätselkammaren med mera. Han var även teknisk expert i det för Göteborgs och Bohus län 1934 tillsatta välfärdsutskottet.